# Guerba
 (octobre 2015).

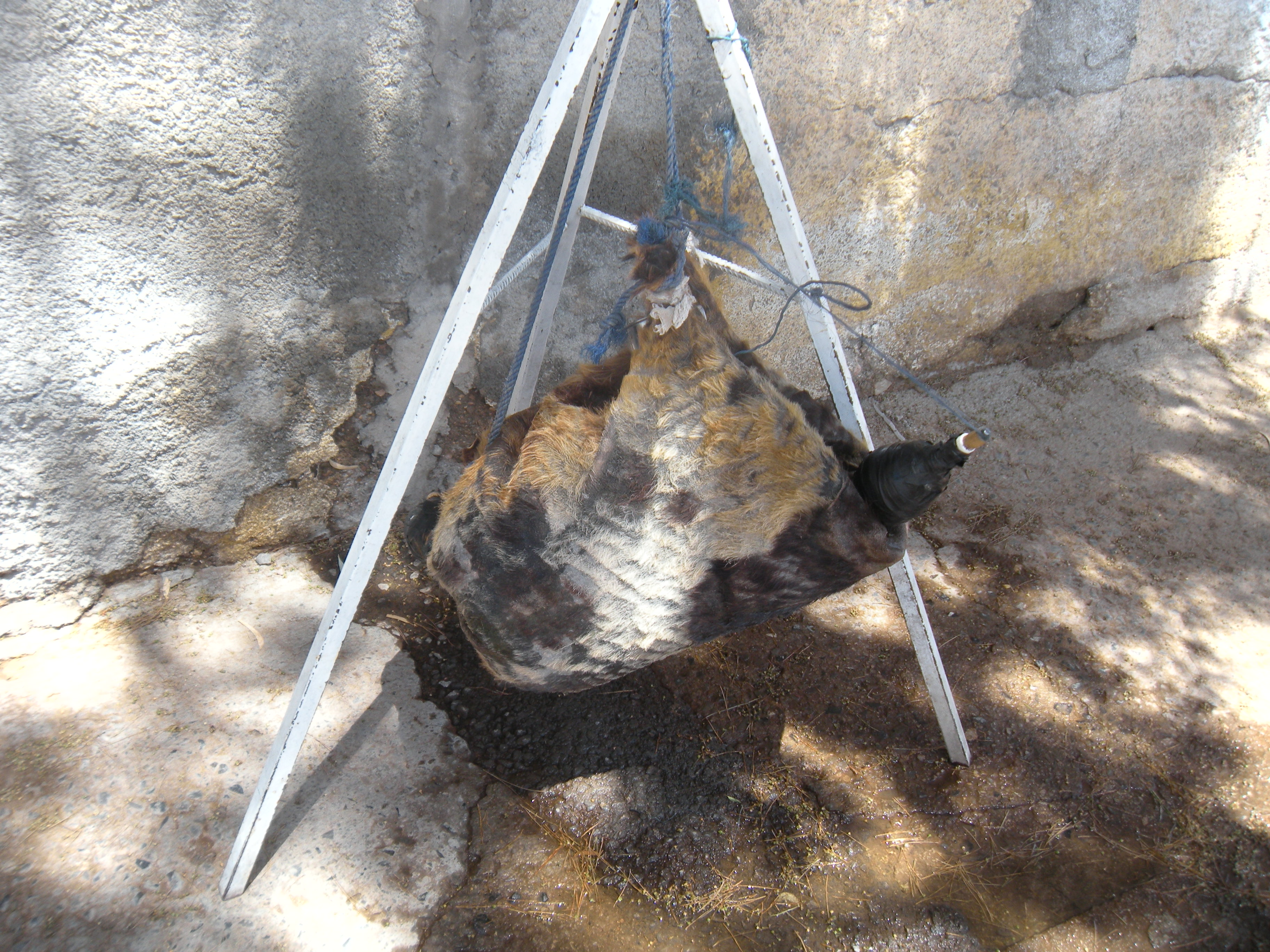
Guerba, l'outre des Aurès, à Batna.

Guerba, de l'arabe القربة et en chaoui ou plus justement A'qed en tamazigh chaoui ou encore Adith dans une autre variante chaoui se prononçant Aï dit, ou également Agguedith a été emprunté de l'arabe Al-qarba, signifiant récipient. La Guerba est le symbole même de la région des Aurès. Elle sert de contenant à une eau qu'elle conserve fraîche grâce à sa composition intérieure et donne à l'eau ce goût unique particulier si apprécié des Chaouisdes Aurès. Encore utilisé aujourd'hui, ce Frigo ancestral donne la mesure de la générosité des habitants chaouis des Aurès,.

## Description
L'A'qed est une forme d'outre réalisée avec de la peau de bouc uniquement, pour sa qualité, et dont l'intérieur est tapissée  d'une préparation spéciale afin de conserver l'eau fraîche. La Guerba, aux poils longs, brillante, et de couleur différente fait partie du décor des Aurès. Accrochée à l'ombre, directement au mur à l'aide d'une tige métallique ou suspendue à la Hamara (en chaoui, ce qui signifie trépied ou encore El Hamara en arabe), l'outre offre généreusement de son ventre et de son goulot étroit, son eau aux passants, une eau fraîche et d'un goût agréable,,.

## Fabrication
La Guerba pour sa fabrication utilise donc la peau d'un bouc par définition mort (naturelle ou pas).On dépiaute le bouc sans l'éventrer. La peau est travaillée de l'intérieur avec d'bagha . Il s'agit d'une spécialité typiquement chaouie, du tan, l'écorce de chêne que l'on réduit en poudre. On laisse la peau quelques jours dans la poudre du tan pour que le cuir ne se pétrifie pas. Cela permet d'établir des liaisons entre les molécules de collagène pour les rendre imputrescibles. Une fois la peau du bouc tannée, on la coud en forme de sac pour contenir l'eau. On rattache les pieds entre eux par un cordon par lequel on suspend l'outre.

## Une eau de qualité et écologique
La particularité de l'A'qed réside dans son "secret" . Une eau traitée![style à revoir] L'outre est propre, économique et naturelle. Son eau est aseptisée, à consommer sans aucun danger, traitée même de la manière la plus écologique grâce à la Gatrane que l'on y ajoute. Il s'agit d'une préparation également chaoui à base d'huile de cade essentiellement. De couleur noire, cette Gatrane donne à l'eau un goût unique, agréable et permanent c'est-à-dire que même si la Guerba est remplie  plusieurs fois, le goût persiste ,.

## Autre usage
l'Adith dans les Aurès mais également dans les pays arabes peut également servir à battre le lait afin d'en faire du lait dit caillé ou battu, dans ce cas on l'appelle Thaguechoult. Dans ce cas l'outre est réalisée de manière différente dans les Aurès où l'intérieur est travaillé distinctement. Dans les pays arabes en général, il faut indiquer que l'outre est différente de celle des Aurès.

## La Guerba aujourd'hui

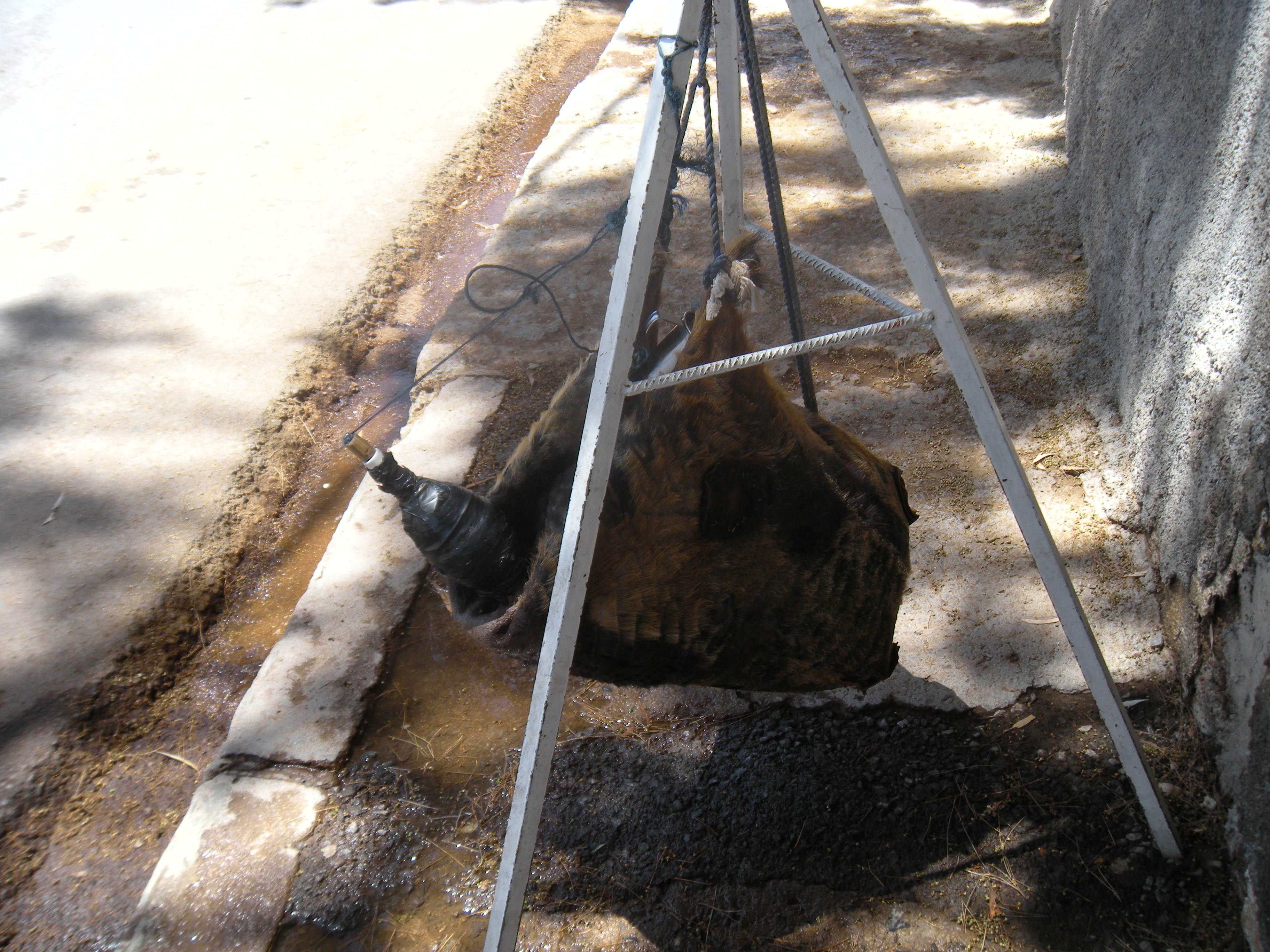
Guerba, l'outre des Aurès, posée à Batna sur un trépied.

### Une tradition ancestrale perpétuée
Chaque été, la Guerba fait son apparition dans les régions des Aurès. Partout où l'on va[style à revoir], on la trouve dans les douars, les hameaux, les villes et les villages. Les gens modestes l'utilisent encore pour rafraîchir l'eau ou la conserver à basse température; les plus aisés pour la nostalgie qu'elle évoque. L'outre est toujours à la mode dans les Aurès. Elle est toujours à l'ombre durant la journée, devant certains maisons et certains lieux de commerce pour permettre aux passants d'étancher leur soif. Une démarche philanthropique, altruiste et d'esprit charitable.

### Une tradition à  sauvegarder
Malheureusement cette activité artisanale a presque disparu. Rares sont aujourd'hui les femmes qui continuent à fabriquer ce récipient ou objet en cuir pour contenir et rafraîchir l'eau. Sa disparition n'est pas d'actualité dans les Aurès mais cet art doit être préserver sinon elle pourrait le devenir.

## Histoire
Certains anciens de la région des Aurès racontent qu'il y a quelques décennies existait le Guerab littéralement en chaoui la personne qui porte la Guerba sur ses épaules soit pour vendre de l'eau soit pour la servir gratuitement et ainsi se racheter d'une faute. Historiquement donc c'est le symbole de la générosité des Aurès et des berbères chaouis,.